# Zen (banda)
Zen es una banda de rock alternativo formada en Perú en el año 2001. Estuvo integrada por Jhovan Tomasevich en voz, Alec Marambio en guitarra, Diego Larrañaga en bajo; en 2005 sería remplazado por Noel Marambio, y Giorgio Bertoli en batería. Actualmente, Hans Menacho, está en la batería.
Tras su exitoso disco debut en 2002, la banda concitaría la atención de medios nacionales e internacionales como MTV, que les dio una nominación a los MTV Video Music Awards Latinoamérica 2003 en la categoría Mejor Artista Nuevo. Participaron de importantes festivales como el Primer Festival Rock and Pop. Encabezaron giras nacionales como Rockpa Purinam Tim Tour, junto a otras bandas locales. Compartieron escenario con bandas como Soul Asylum. La banda detuvo sus actividades a mediados de 2009, para dar cabida a los proyectos individuales de sus integrantes.
A mitad del año 2013 los integrantes de la banda decidieron retomar el proyecto, reuniendo canciones que serían lugar al disco Aquí y ahora.

## Historia

### Inicios
Zen resulta de la fusión de dos reconocidas bandas de rock peruano en la década de los 90: Huelga de hambre y La Raza. En Huelga de Hambre estuvieron Jhovan Tomasevich en voz, Giorgio Bertoli en batería y Diego Larrañaga en bajo. En La Raza Alec Marambio era guitarrista y su hermano gemelo Noel Marambio tocaba el bajo (Noel se uniría a Zen luego de la salida de Diego Larrañaga en 2005).
En 2001 se hicieron las grabaciones y demos de lo que sería su primer disco. Diego propone Zen como nombre para la banda y se une Alec Marambio en la guitarra quien había llegado de estudiar en EE. UU..

### 2002: Zen
El 22 de junio, la banda lanza al mercado su primera producción de manera independiente, la cual se autotitula Zen. En septiembre, la banda lanza su primer videoclip del tema "Sol" dirigido por Percy Céspedez. La banda seguidamente del videoclip de "Sol" lanzó un vídeo en vivo del tema "Arrastrándome" dirigido también por el director del primer videoclip. Para fines de año graban su tercer videoclip del tema "Seguiré" vídeo grabado en los desiertos de Pachacámac.

### 2003
Luego de realizar algunas giras por el interior del Perú la banda decide hacer una gira por Bolivia, realizando conciertos en La Paz, Cochabamba y Potosí junto a la banda boliviana Octavia obteniendo así un gran apoyo por parte del público de ese país. Son nominados en los MTV Video Music Awards Latinoamérica 2003 en la categoría Mejor Artista Nuevo, categoría en la que compitieron también con la banda peruana TK. En la lista de clasificación Los 100 + pedidos del 2003 realizado por la cadena MTV el tema "Desaparecer" ocupó el puesto número 7, que en declaraciones del director del vídeo Percy Cespedez dijo: "logramos exponer toda la fuerza de Zen en pantalla, Mr. Tomasevich y Cía la rompen en escena".

### 2004
Para mediados de enero del 2004, la banda se enrumba en su primera gira nacional, llamada Rockpa Purinam Tim Tour, (vocablo quechua que significa : El recorrido del rock) , junto con Campo de Almas y El Diario de Hank recorrieron la costa peruana, tocando en 11 departamentos en solo un mes , la cual finalizó el 19 de febrero con un evento en Lima. Luego la banda lanza su cuarto videoclip, una versión acústica del tema "Aún me tienes".
Luego son invitados por la empresa de comunicaciones de Bolivia Entel para que participen en el "Concierto por la paz" que se realizó en Bolivia.
Luego la banda logró una gran presentación con su trabajo acústico Desenchufado en la Noche de Barranco, que sería el segundo disco de la banda, en este disco se muestra una buena calidad de interpretación vocal por parte de Jhovan, quien con el resto de su compañía, mostraron que la banda también podía exhibir su potencial al natural, revelando su lado más sensible y cálido.

### 2005 - 2006: Revelación
En febrero del 2005 la banda lanza su segunda producción titulada Revelación, lanzan como primer sencillo el tema "Miénteme" con su respectivo videoclip, luego Diego Larrañaga se retira de la banda y en su lugar entra Noel Marambio como su remplazante en el bajo.
En marzo de 2006 la banda participó de lo que sería uno de los festivales más importantes realizados en el Perú: Primer Festival Rock and Pop donde estuvieron presentes los principales exponentes del rock y pop peruano como Mar de copas, Amen, TK, Gian Marco, Pedro Suárez-Vértiz, Nosequién y Los Nosecuantos, entre otros. Ese mismo año lanzan el videoclip de la power ballad "Quédate" dirigido nuevamente por Percy Céspedez que se convierte en una de las canciones más representativas del grupo.

### 2007 - 2012: Horizonte y Receso musical
En marzo de 2007 la banda lanza su tercera producción titulada Horizonte, álbum del cual se desprenden los sencillos "Mi perdición" , "Día gris" y "Hablarte otra vez". En la edición 48 de la revista Rolling Stone este álbum figura entre los '50 mejores del 2007'.
Para inicios de 2008 el baterista Giorgio Bertoli se aleja de la banda y su lugar es ocupado por Ruiz González (Bongo). En febrero de 2008 , la banda fue nominada en los Premios APDAYC 2008 como Mejor Artista Rock del año. Para junio de 2008 la banda presenta al nuevo baterista y su tercer videoclip del tema "Hablarte otra vez". Durante el resto de año hicieron presentaciones y algunas participaciones en festivales como Fashion Rock Pop 2008 y Terra Rock 2008. En diciembre de 2008 la banda es confirmada para participar del concierto que la banda norteamericana Soul Asylum realizó en Lima en enero de 2009.
Para mediados de 2009 Jhovan Tomasevich vocalista y líder decide dar por terminada la banda y para fines de ese año lanza su primera producción como solista titulada La Señal álbum el cual está obteniendo una gran acogida con temas como "Celebración" y "Siempre alguien" temas que han tenido mucha rotación en cadenas nacionales e internacionales como MTV.
Noel y Alec Marambio formaron 'Chico Funky' una banda que toca música funk. Giorgio Bertoli junto a otros roqueros nacionales formó la agrupación de rock alternativo Kuraka.

### 2013 - presente: Regreso
En el 2013 anunció su retorno para ofrecer una serie de conciertos. En su regreso se integra a la banda Hans Menacho. El 23 de enero de 2014 lanza el sencillo "Cristal"
En 2020 Percy Céspedez y Zen volvieron a participar en el videoclip "Confusión" en que fueron reconocidos como "Mejor Video Rock" en el Buenos Aires Music Video Festival en 2021.

## Discografía
- Zen (2002)
- Desenchufado en La Noche de Barranco (2004)
- Revelación (2005)
- Horizonte (2007)
- Aquí y ahora (2014)[21]
- Aqua (2018)
- Eclipse y quimera (2020)
- Grandes éxitos (2024)[22]

### Sencillos
- "No estás tan lejos" (2017)
- "Tan cruel" (2017)
- "Confusión" (2020)
- "Fuego eterno" (con Daniela Darcourt) (2020)

## Vídeos musicales
| Año  | Videoclip                           |
| ---- | ----------------------------------- |
| 2002 | Sol (demo)                          |
| 2002 | Sol                                 |
| 2002 | Arrastrándome (en vivo)             |
| 2002 | Seguiré                             |
| 2003 | Desaparecer                         |
| 2004 | Aún me tienes (versión acústica)    |
| 2005 | Miénteme                            |
| 2006 | Quédate                             |
| 2007 | Día gris                            |
| 2007 | Mi perdición                        |
| 2008 | Hablarte otra vez                   |
| 2014 | Cristal                             |
| 2014 | A tu lado                           |
| 2016 | Niña                                |
| 2016 | Aún me tienes                       |
| 2016 | Vacío                               |
| 2016 | Vacío (versión acústica)            |
| 2017 | Tan cruel                           |
| 2017 | No estás tan lejos                  |
| 2020 | Confusión                           |
| 2020 | Fuego eterno (con Daniela Darcourt) |